# Dendrită
Dendritele sunt proiecțiile ramificate ale neuronilor. Ele transmit impulsurile nervoase primite de la alte celule, către, și de la corpul celular (soma). Impulsurile sunt primite de catre dendrite prin sinapse. Ele joacă un rol important in producerea potențialelor de acțiune. 

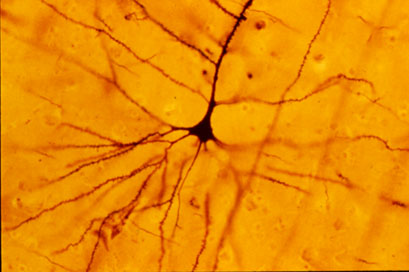
Neuron piramidal cortical uman, evidențiat prin colorație Golgi. O dendrită apicală care se extinde vertical dinspre soma, și numeroase dendrite bazale care se extind în lateralul corpului celular.

## Morfologie
Dendritele pot fi:

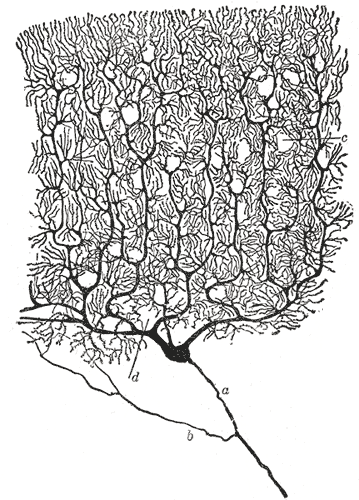
Desen de Santiago Ramón y Cajal al unei celule Purkinje. a - axon; b - colaterală; c - arborizație dendritică d - dendrită II

- apicale - când se extind vertical dinspre corpul celular
- bazale - când se extind în lateralul corpului celular

Dendritele sunt formate din segmente dendritice. Prima dendrită care se desprinde din corpul celular este o dendrită de ordinul 1, următoarele care se ramifică din cea de ordinul 1 sunt dendrite de ordinul 2, apoi urmează cele de ordinul 3, etc. . Dendritele care nu se mai ramifică se numesc segmente terminale. Dendritele au spini dendritici, pe care se formează sinapsele. O dendrită poate avea mai mulți spini dendritici. În general sinapsele inhibitorii se află proximal (mai aproape)de corpul celular în timp ce sinapsele excitatorii se găsesc distal (mai departe).
De obicei dendritele se întind în apropierea corpului celular (față de axoni care pot ajunge până la un metru). Dendritele ocupă marea parte a suprafeței neuronilor (suprafața neuronilor, nu volumul creierului).

## Proprietăți electrice
Datorită ramificaților dendritei, cât și a canalelor ionice, dendritele sunt un element cheie în sumarea temporală și spațială a potențialelor locale din ramificații, ce duc astfel la potențiale de acțiune. Dendritele au canale ionice ce pot facilita depolarizarea neuronilor (prin faptul că pătrund ioni pozitivi în celulă și astfel se schimbă potențialul electric al celulei).
Prin dendrite se poate propaga un potențial și în sens invers (dinspre soma spre segmentul terminal), iar prin aceasta are loc o modulare a activității sinaptice. Acest mecanism este important în potențarea de lungă durată